# کوسکوته
کوسکوته (به لاتین: Koskote) یک روستای مسکونی در سری‌لانکا است که در استان مرکزی (سری‌لانکا) واقع شده‌است.